# Ambrose Powell Hill
Ambrose Powell Hill (9. november 1825 – 2. april 1865), var general for Sydstaterne i den amerikanske borgerkrig. Han blev hurtigt kendt som leder af "Hill's Light Division," - Hill's Lette Division - og blev en af Stonewall Jacksons dygtigste underordnede. Senere kommanderede han et korps under Robert E. Lee i Army of Northern Virginia, indtil han døde i kamp lige inden krigens slutning.

## Tidlige år
A.P. Hill, som soldaterne kaldte Little Powell, blev født i Culpeper i Virginia. Han fik en fin eksamen fra West Point i 1847 som nr. 15 ud af 38 i klassen. Han blev tildelt 1st U.S. Artillery som sekondløjtnant. Han gjorde tjeneste i den Mexicansk-amerikanske krig og Seminolekrigene og blev forfremmet til premierløjtnant i september 1855. Fra 1855 til 1860 var tjenestegørende i kystopmålingen. I 1859 giftede han sig med Kitty Morgan McClung, en ung enke, og blev dermed svoger til de senere kavalerigeneraler i Sydstatshæren John Hunt Morgan and Basil W. Duke.

## Borgerkrigen
I marts 1861, lige før borgerkrigens udbrud, trak han sig ud af Unionshæren. Da Virginia trådte ud af Unionen blev han udnævnt til oberst for Virginias 13. infanteriregiment og udmærkede sig i det Første slag ved Bull Run. Han blev forfremmet til brigadegeneral og fik kommandoen over en brigade i sydstaternes Army of the Potomac i februar året efter.
Under Peninsula kampagnen i 1862 blev han igen forfremmet efter sin indsats i Slaget ved Williamsburg og som generalmajor var Hill en af de mest prominente og succesfulde hærchefer i Robert E. Lees Army of Northern Virginia. Hill's Light Division (som faktisk var en af de største i hæren) udmærkede sig i Syv dages slaget, Slaget ved Cedar Mountain, Andet slag ved Bull Run, slaget ved Antietam, og Slaget ved Fredericksburg. Hans division var en del af Stonewall Jacksons korps, og efter at Jackson blev dødeligt såret i slaget ved Chancellorsville in maj 1863, overtog Hill kortvarigt kommandoen over korpset og blev selv såret.
Efter Jacksons død, blev Hill forfremmet til generalløjtnant og fik kommandoen over det nyoprettede Third Corps i Lees hær. Han ledte korpset i Gettysburg kampagnen i 1863, efterårs kampagnen samme år, Overland kampagnen og under belejringen af Petersburg. Han udtalte at han ikke havde noget ønske om at opleve Sydstaternes kollaps, og den 2. april blot en uge før hærens overgivelse blev han dræbt af en Unionssoldat – korporal John W. Mauck fra 138th Pennsylvania, da han red ved frontlinien i Petersburg kun ledsaget af en stabsofficer.

## Analyse
Hill undgik ikke at blive genstand for kontroverser under krigen. Han havde en spinkel figur og led ofte af sygdomme, som mindskede hans dygtighed i slaget ved Gettysburg, the Wilderness, og Slaget ved Spotsylvania Court House. (Nogle historikere mener at han led af følgevirkningerne af en kønssygdom, muligvis gonorré, som han havde pådraget sig på West Point som kadet. Hospitalsjournalen fra militærakademiet viser at han blev indlagt til behandling den 9. september 1844 med ”gonorré pådraget under orlov”.) Historikeren Larry Tagg beskrev Hill “altid følelsesbetonet … så anspændt før et slag, at han havde en stigende tilbøjelighed til at blive dårlig når kampen skulle til at begynde”. Denne tendens blev i et vist omfang modsvaret af hans antydede praleri og krigeriske adfærd. Han bar ofte en rød ulden jagtskjorte, som han kaldte sin kampskjorte, når slaget skulle til at begynde, og hans mænd lod det sive ned gennem rækkerne: ”Little Powell har taget sin kampskjorte på!” og begyndte at klargøre deres våben.
Hill var hengiven overfor de menige soldater og en officer kaldte ham ”den mest elskelige af Lees generaler”. Selv om det blev sagt, at ”hans optræden var så høflig, at den næsten var uden beslutsomhed” var hans handlinger ofte impulsive og bestemt ikke ubeslutsomme, men nogle gange uovervejede. Ved Gettysburg fik han bred kritik for at have fremskyndet slagets begyndelse den 1. juli 1863, inden Lees hær kunne nå at blive samlet.
Allegevel var Hill en af de mest vellidte generaler på begge sider. Da Hill var generalmajor skrev Robert E. Lee, at han var den bedste med den rang i hæren. Han havde ry for at dukke op på slagmarker (såsom Antietam, Cedar Mountain og Andet Bull Run) lige i tide til at vise sig at være af afgørende betydning for sejren. På sit dødsleje talte Stonewall Jackson I vildelse om at Hill skulle gøre klar til kamp. Nogle historikere hævder også at Lee talte om Hill i sine sidste øjeblikke – selv om holdningen blandt læger i dag er at Lee ikke kunne tale under sin sidste sygdom.

## Eftermæle
- I Richmond, Virginia, kendt som Byen med monumenterne, i ‘’Hermitage Road Historic District’’ står A.P. Hill monumentet i midten af vejskæringen mellem Laburnum Avenue og Hermitage Road. Dette monument er det eneste af sin type i Richmond, hvor personen rent faktisk er begravet under det.
- Fort A.P. Hill, ligger i Caroline County, Virginia, halvvejs mellem Washington, D.C., og Richmond.
- Under 2. verdenskrig blev et Libertyskib navngivet SS A. P. Hill.
- Hans sværd fremvises på Chesterfield County Museum i Virginia.